# Asociación Gremial de Educadores de Chile
La Asociación Gremial de Educadores de Chile (AGECH) fue una asociación de profesores y educadores chilenos constituidos en oposición al régimen de Augusto Pinochet durante la dictadura militar.

## Historia
Nace formalmente  el 27 de noviembre de 1981, y se constituye amparándose bajo las nuevas bases constitucionales de la época, para asociarse en un gremio, lo cual lo llevó a obras de organización y planificación distrital para sus intervenciones artísticas o de reforzamiento en materias de escolaridad. 
Su presidente fue el dirigente comunista Jorge Pavez. 

### Allanamiento y secuestro de sus miembros
El jueves 28 de marzo de 1985, a las 7:30 horas, el local metropolitano de la AGECH fue allanado por la CNI, presuntamente por encargo de la tercera fiscalía militar, misma que fue posteriormente vinculada en el proceso llevado por el ministro en visita de la época José Canovas Robles como relacionada con mismas circunstancias en que participaron mismos agentes de la CNI y Carabineros de Chile, en el allanamiento a la Editorial La República, el 24 de enero de 1985, confiscando ediciones que iban a ser puestas a la venta con las confecciones que destapaban el comando conjunto, como premisa de la Periodista Mónica González, a un exteniente de la FACH.
Siete profesores fueron secuestrados del local, donde habían retenido a 11 educadores en total, incluyendo al presidente del gremio, Jorge Pavez y su vicepresidente.
Seis de los siete profesores fueron dejados a las pocas horas, siendo despojados de sus documentos y dinero, en despoblados fuera del límite urbano de la ciudad. El otro profesor mantenido rehén fue apresado en el cuartel Borgoña de la CNI, para después ser pasado a la Primera Fiscalía Militar de la época, siendo liberado días después.

### Secuestro y asesinado de su dirigente
Al día siguiente del allanamiento al local de la AGECH, la DICOMCAR, perteneciente a la inteligencia de Carabineros de Chile, del director César Mendoza Duran, realizaron un operativo de corte de AV. Los Leones a la altura del 1500, entre El vergel y Pocuro, para irrumpir en la entrada del Colegio Latinoamericano de Integración de Providencia, en Avenida Los Leones ex 1401, donde trabajaba el presidente metropolitano de la zona sur Manuel Guerrero Ceballos, quien a su vez hablaba con su amigo José Manuel Parada. Ambos fueron secuestrados la mañana del viernes a las 8:50 y aparecieron fallecidos junto al publicista Santiago Nattino en Quilicura el sábado 30 de marzo de 1985 con evidentes signos de tortura y maltrato físico. Luego sería denominado como el Caso Degollados. 
La asociación fue parte activa de las querellas en contra de los organismos de seguridad por los secuestros a sus miembros y asesinado de Manuel Guerrero. 
Por años trataron de hacer actividades de cultura en poblaciones del Gran Santiago y Gran Concepción, en lo que quedó de la década del 80. Fueron parte activa en el plebiscito para informar a las comunidades sobre el SI y NO, que se impuso este último el 5 de octubre, derrocando al dictador en las urnas a entrega el poder en una disposición constitucional.